# Herbert Maxwell, 1. Lord Maxwell
Herbert Maxwell, 1. Lord Maxwell (* vor November 1413; † vor dem 14. Februar 1454), war ein schottischer Adeliger.

## Leben
Er war der Sohn und Erbe von Herbert Maxwell of Carlaverock, Steward of Annandale (* vor 1365; † um 1420), aus dessen Ehe mit Katherine, eine Tochter des John Stewart of Dalswinton.
Im Rahmen der Feierlichkeiten zur Krönung von König Jakob I. am 21. (oder 2.) Mai 1424 wurde er zum Ritter geschlagen. Im März 1430 wurde er als Mitglied des Parlamentes aufgeführt; er war jedoch noch nicht zum Lord ernannt, wie eine Beurkundung vom 8. Januar 1441 zeigt, die er mit „Herbert de Maxwel, dominus de Carlaverock, miles“ unterzeichnete. Am 3. Juli 1445 erhielt er die offizielle Ernennung von König Jakob II.
Er war einer der schottischen Kommandeure in der Schlacht bei Sark im Oktober 1448, danach wurde er noch als Admiral, „Warden of the Marches“ und in den Jahren 1450 bis 1453 als „conservator of various truces with England“ („Bewahrer des Friedens“, wahrscheinlich eine Art oberster Parlamentär) geführt.
Er war zweimal verheiratet. Aus erster Ehe mit einer Tochter von Herbert Herries of Terregles stammten drei Söhne; Robert (der spätere 2. Lord), Edward und Gavin, sowie eine Tochter; Katherine. In zweiter Ehe heiratete er Katherine, eine Tochter von William Seton; mit ihr hatte er fünf Söhne und zwei Töchter.